# Angry world
Angry world is een lied dat werd geschreven door Neil Young. Het is afkomstig van zijn album Le noise uit 2000. Het nummer leverde hem een Grammy Award voor Beste rocksong op. Dit is zijn eerste Grammy in deze categorie; het jaar ervoor had hij wel al een gewonnen voor Beste albumhoes.
Het is een bitter en cynisch nummer waarin hij zingt dat sommigen het leven zien als een gebroken belofte of een eindeloze strijd. Hij komt tot de conclusie dat het een kwade wereld is. Het is een van zijn klassieke thema's en past goed past binnen zijn repertoire en in het bijzonder op dit album. Humo vatte de boodschap van zijn werk uit dit jaar als volgt samen: de lieve vrede blijft het hoogste goed, Moeder Natuur is God, en de money makers zijn de gezanten van de duivel.
Daniel Lanois, bekend als producer van U2, produceerde het nummer in zijn villa in Los Angeles. Hij werkte een incomplete versie van Young uit tot een arrangement waarin er alleen begeleiding is door een enkele elektrische gitaar. Hieraan voegde hij geluidseffecten toe. Youngs stemgeluid komt hoog over de distortion van zijn gitaar heen. Zoals traditie is geworden bij Young, werd dit werk geproduceerd bij volle maan.
Angry world is het eerste nummer dat Young van zijn nieuwe album uitbracht. Dat gebeurde in september 2010 met zijn videoclip via de website Stereogum. De clip is in zwart-wit en geeft een mengeling van beelden van Young tot buikdanseressen. De maker ervan is Adam Vollick en het werd opgenomen in het huis van Lanois.